# Bruna Linzmeyer
Bruna Linzmeyer (født 11. november 1992 i Corupá) er en brasiliansk skuespillerinde.